# Calculadora mecánica

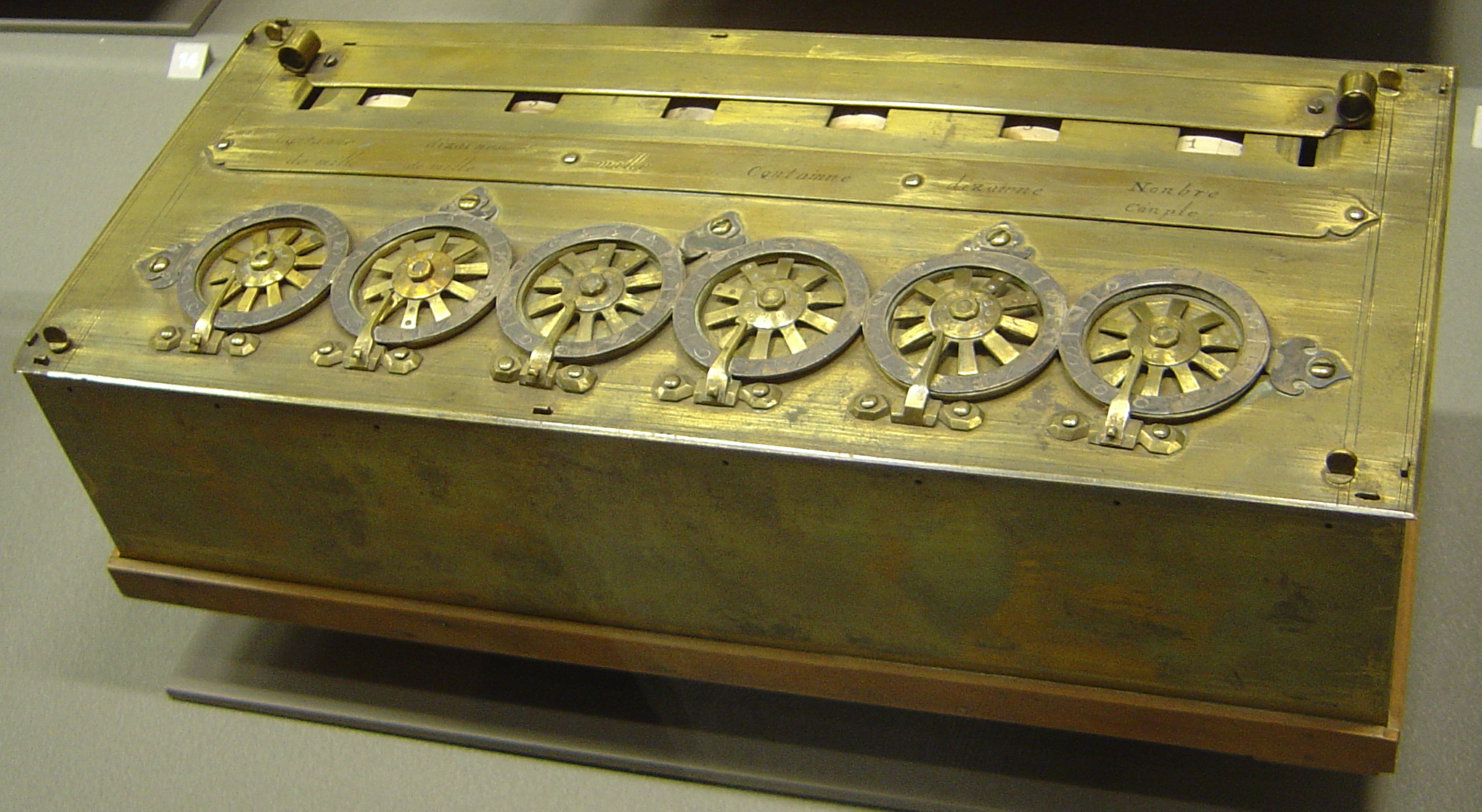
La calculadora Pascalina.

Una calculadora mecánica fue un objeto o sistema de cómputo y cálculo que basa su funcionamiento en un principio mecánico para devolver los resultados de una operación aritmética.

## Historia
Wilhelm Schickard en 1623 ya había realizado un diseño previo, aunque no hay evidencias de que llegara a construirse y estaba incompleto, ya que hubiera necesitado muelles y engranajes adicionales para funcionar correctamente.
En 1642, Blaise Pascal diseñó y construyó la primera calculadora del mundo de la que existe constancia. Era una pequeña caja de madera bastante incómoda que tenía en la tapa una hilera de discos numerados, con los agujeros para introducir los dedos y hacerlos girar. Cada disco tenía una ventanilla, y había toda una hilera de ventanillas bajo la hilera de discos: de derecha a izquierda se alineaban las unidades, decenas, centenas, milésimas, etc.
Cuando una rueda daba una vuelta completa, avanzaba la otra rueda situada a su izquierda. No obstante, la Pascalina tenía varios inconvenientes y no era del todo fiable. En 1670 el filósofo y matemático alemán Gottfried Wilhelm Leibniz perfeccionó esta máquina e inventó una que también podía multiplicar y dividir.

## Tipos de calculadoras
El aritmómetro de Thomas de Colmar, era una máquina de calcular portátil y fácil de utilizar que respondía a las necesidades contables de las empresas y de la administración pública de la época. Estas características y su buen funcionamiento hicieron que se convirtiera en la primera calculadora comercializada con éxito. El primer modelo apareció en 1822 y se estuvo fabricando hasta bien entrado el siglo XX.
La máquina MADAS fue la primera de ellas que evolucionó directamente del aritmómetro de Colmar, y apareció en 1908, pero con un gran avance: era capaz de realizar las divisiones automáticamente, es decir el usuario solo debía encargarse de dar vueltas a la manivela hasta que oyera el timbre que indicaba fin de operación. MADAS son las iniciales de "Multiplication, Automatic División, Addition and Substraction". En sucesivas versiones se consiguió también la multiplicación automática, mucho más compleja de realizar mecánicamente que la división. Se estuvieron fabricando hasta los años 50.
La máquina Curta fue realizada por Curt Herzstark en un campo de concentración nazi. Es la última máquina mecánica manual, fue fabricada en 1948. En su época fue revolucionaria por su pequeño tamaño, es casi una pieza de relojería de precisión con unos costes de fabricación muy elevados, y por ello unos precios de mercado muy altos.

### Sistema de Leibniz
El sistema se basa en un cilindro estriado. Para realizar el movimiento de los cilindros existen unas ruedas dentadas móviles, esta movilidad se usa para la asignación de valores, mediante unos botones para dicho fin. Una vez indicado el valor, por medio de una manivela produciremos el movimiento necesario para realizar la operación (suma o resta dependiendo del sentido del giro). De esa manera se obtenía el resultado de la operación.

### Sistema de Odhner
El sistema consiste en un disco central sobre el que va una corona giratoria que puede moverse mediante una palanca. El disco central dispone de 9 ranuras por las que pueden sobresalir o no unas varillas, que serán las indicadoras del valor con el que operar.
Dependiendo del giro de la manivela se pueden realizar sumas o restas. Para realizar las multiplicaciones y las divisiones se usa el método de las sumas sucesivas y restas sucesivas respectivamente.
La original Odhner fue creada por Willgodt T. Odhner (inventor del sistema de la rueda de Odhner en 1874) comenzó la fabricación a gran escala en 1886, en una fábrica construida en San Petersburgo (Rusia), que fue trasladada a Gotemburgo (Suecia) a causa de la revolución rusa. En 1892 la firma Grimme, Natalis and Co. compró la patente del sistema Odhner y comenzó a fabricar en Alemania máquinas llamadas "Brunsviga", de este sistema, incorporando a su vez mejoras.
Las calculadoras Marchant fueron fabricadas por Marchant Calculating Machine Co. Las primeras máquinas eran del sistema Odhner puro, pero evolucionaron añadiéndoles un mecanismo de teclado completo dando lugar a máquinas con un aspecto "raro" pero muy rápidas y efectivas en su funcionamiento.

## Sistema de Bollée
Este sistema permitía multiplicar dos números directamente, y no mediante sumas consecutivas. Aunque se denomine el sistema de León Bollée no fue este realmente, el inventor de esta técnica para multiplicar directamente, pues ésta se atribuye al escritor español Ramón Verea, quien en 1878 desarrolló un cilindro metálico de 10 lados, cada uno de los cuales tenía una columna de agujeros con 10 diámetros diferentes. Este mecanismo era, a su vez, una versión mejorada del desarrollado por Edmund D. Barbour en 1872 para multiplicar productos parciales mediante la lectura de valores de una tabla escrita en relieve, en un sistema similar al Braille.
La máquina "Millonaria" fue diseñada por Otto Steiger y fabricada por Hans W. Egli. Poseía una asombrosa velocidad al realizar multiplicaciones y divisiones, ya que no las realiza mediante sumas sucesivas y restas sucesivas, por lo que con un solo giro de manivela realizaba la operación. Se fabricaron menos de 5000 ejemplares.